# Simogonius beccarii
Simogonius beccarii är en skalbaggsart som beskrevs av Edgar von Harold 1871. Simogonius beccarii ingår i släktet Simogonius och familjen Aphodiidae. Inga underarter finns listade i Catalogue of Life.